# Igor Klaja
Igor Klaja (ur. 13 marca 1976 w Kielcach) – przedsiębiorca, założyciel i prezes zarządu spółki OTCF, produkującej odzież sportową a będącej właścicielem m.in. marek 4F i Outhorn.
Igor Klaja jest dzieckiem Józefa (1932–1995) i Izabeli. Ojciec pracował jako dziennikarz w gazecie „Słowo Ludu” oraz był sekretarzem redakcji. Matka była kierowniczką kieleckiego salonu Radomskich Zakładów Przemysłu Skórzanego „Radoskór”.
Uczył się w I Liceum Ogólnokształcącym im. Stefana Żeromskiego w Kielcach. Studiował marketing i zarządzanie w niepublicznej Wyższej Szkole Handlowej w Krakowie, jednocześnie pracując w sklepie sportowym. Następnie studiował w Akademii Wychowania Fizycznego w Krakowie, na której uzyskał tytuł zawodowy magistra. Prowadząc pierwszy własny biznes, dostarczał m.in. śpiwory do sklepów i hurtowni. Pod koniec lat 90. XX wieku firma osiągnęła 20 mln złotych przychodów.
Pierwszą spółką, w 1995 roku, pod którą prowadził działalność odzieżową była Horn Partner, przekształcona następnie w 2010 roku w OTCF S.A.. W 1996 (1998) stworzył markę Outhorn, a w 2003 roku markę 4Fun (od 2010 4F).
Od roku 2019 znajdował się wsród 100 najbogatszych Polaków wg czasopisma „Forbes”, w latach 2022–2023 na miejscach 74. i 96.

## Wyróżnienia – nominacje i nagrody
- 2014 – Nominowany do nagrody Design Alive[10],
- 2019 – Laureat plebiscytu BrandMe CEO Magazynu Forbes[11],
- 2019 – Nagroda Polskiej Rady Biznesu im.Jana Kulczyka w kategorii Sukces[12][13],
- 2020 – EY Przedsiębiorca Roku[14][15],
- 2022 – Nagroda Specjalna i tytuł Wizjoner ekspansji zagranicznej[16],
- 2022 – Nagroda Specjalna z puli Nagród Gospodarczych Województwa Małopolskiego, wręczona podczas Krynica Forum[17],
- 2022 – Tytuł Lidera w plebiscycie Sport Biznes Polska[18].